# 王人文

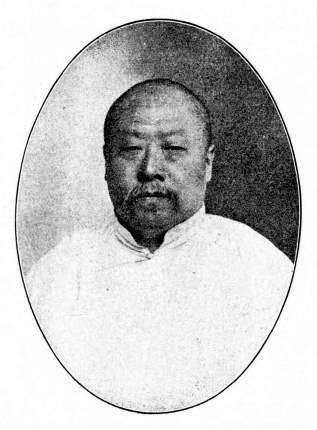
《民国之精华》中的王人文照片

王人文（1867年—1939年），字蔚蒼，號采臣，云南省大理府太和縣人，生於同治丁卯年正月十六日。清朝及中華民國政治人物。

## 生平
光緒九年貢士，光緒十二年（1886年）丙戌科进士。同年五月，著交吏部掣签，分发各省以知县即用。历任贵州省湄潭縣、贵筑縣、开泰县知县，廣西省南宁府、平乐府知府，奉天省锦州府知府，广西省桂平梧道，广东按察使，广东提学使，陕西布政使。
光绪三十四年（1908年）至宣统三年（1911年），王人文任四川布政使。宣统三年三月（1911年），川滇边务大臣赵尔丰建议川边建省。同月，清廷以督办川滇边务大臣赵尔丰署四川总督，命四川布政使王人文开缺，赏侍郎衔充督办川滇边务大臣。赵尔丰以边务未定、交接需时为理由，奏请以追随自己多年且“于边务了如指掌”的傅嵩炑代理川滇边务大臣，以王人文暂时护理四川总督。此议获得清廷批准。由此，王人文开始护理四川总督。
宣统三年四月（1911年5月），清廷接受给事中石长信在奏折中的提议，宣布“铁路干线国有政策”，将川汉铁路、粤汉铁路由商办收归“国有”，以推进铁路建设。6月1日，盛宣怀和端方联名致电王人文，明确表示川汉铁路已用之款及商办的川汉铁路公司现存之款，均可由清廷一律换发国家铁路股票，概不退还现款。王人文见电报后，希望朝廷收回成命，但未成功。川汉铁路公司高层鉴于公司亏空严重，清廷又不付现款，乃发动四川民众反抗，提出“暂不接收铁路”及“暂缓公布停征股租”两项请求。王人文把川民的两项要求迅速电奏朝廷，受到朝廷的斥责，清政府要他对“生事”者“严行禁止，倘有匪徒从中煽乱，意在作乱者，照惩治乱党例格杀勿论”。清政府的行为促使四川人民针锋相对的抗争，6月17日在成都成立“保路同志会”。而王人文亦不顾“诏旨斥之”，再向清廷反映川民要求，并亲自接见“保路同志会”的请愿者，当场表示：对涉及国计民生的人事，他职责攸关，保证据理力争。8月初，在盛宣怀和端方的一再催促下，正在前线督办边务的署理四川总督赵尔丰返回成都，王人文被免职，召还北京。王人文随即电请病假，治期进京。
1911年武昌起义后，王人文曾被鄂军都督府誉为革命的“八大功臣”之一。民国元年（1912年），王人文加入國民黨，被推举为理事。同年4月任川滇宣慰使。民国二年（1913年），由云南省议会选举为第一届国会参议院议员，成为国民党籍议员之一。国会开会后，王人文脱离国民党，成为无所属议员。国会解散后，王人文从事其他工作。1917年4月，川军刘存厚兵变，与督军罗佩金交战，23日，北京政府派王人文为查办使入川处理乱事。国会重开及民国十一年（1922年）第二次恢复国会时，仍任参议院议员。
民国十一年（1922年）2月15日，王人文等人发起创办的道德社成立，社址位于西单舍饭寺17号。该社的宗旨是提倡道德、共同实践。该社于3月27日获得批准备案。王人文任社长，职员有李庆璋、江朝宗、王芝祥、冯麟霈、陆大坊、徐鼎元、乔保衡、李金鉴，会员有112人。
晚年王人文一直过着寓公生活，民国二十八年（1939年）病逝于天津。